# Parcul Dendrologic Bazoș

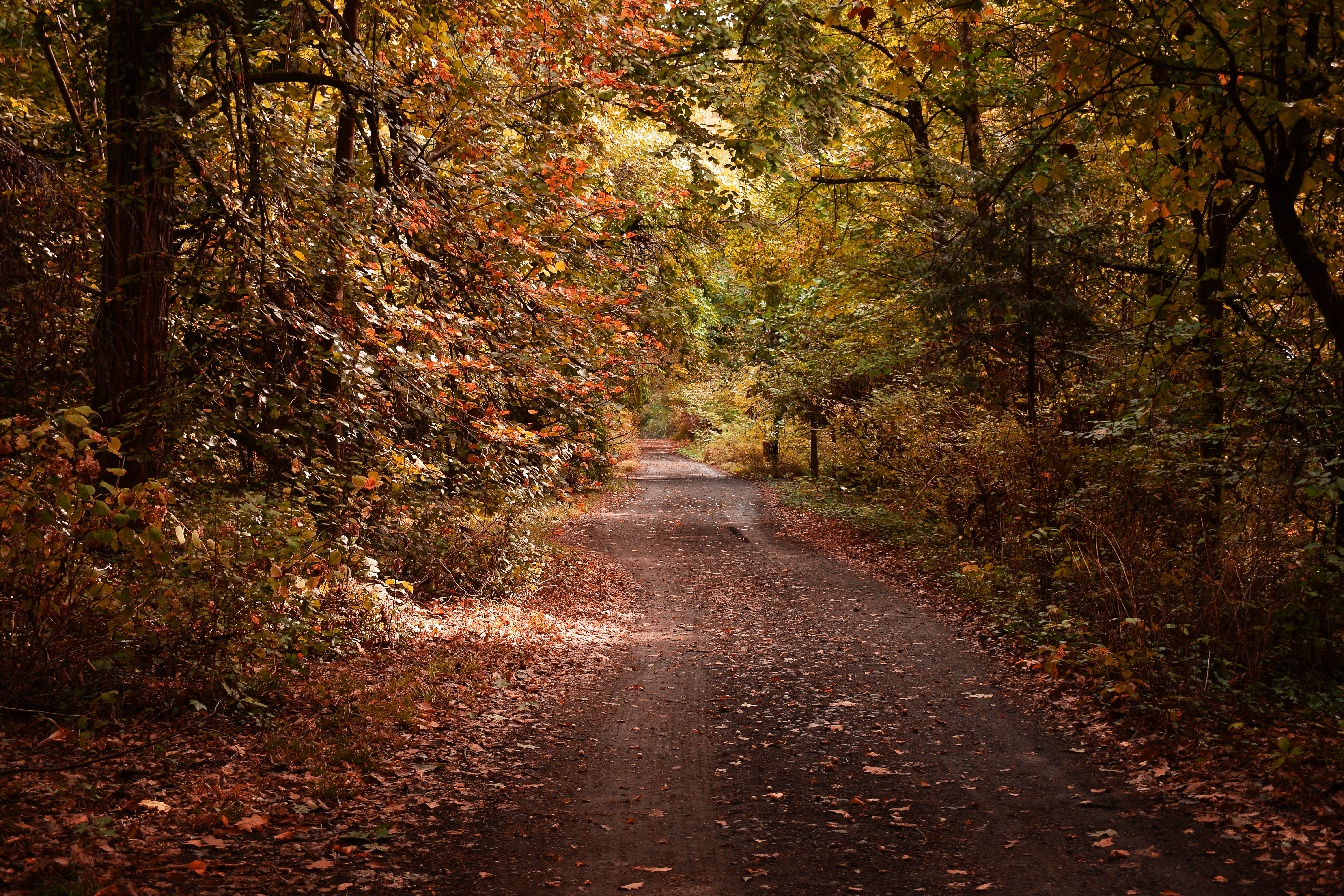
Parcul Dendrologic Bazos

Parcul Dendrologic Bazoș este situat în Bazoșu Nou, comuna Bucovăț, Timiș în  plină câmpie, la o distanță de 7 km de  Comuna Remetea Mare, Timiș și la cca. 20 kilometri sud-est de Timișoara, pe teritoriul cuprins între râurile Bega și Timiș. Din 1994 are statutul de arie protejată pentru ocrotirea biodiversității genofondului și ecofondului.

## Istoric
Parcul Dendrologic Bazoș  s-a născut prin străduința contelui Ludovic Ambrozy, care a fost ambasador al Imperiului Austro-Ungar în Statele Unite ale  Americii. Între 1909 și 1914 acesta a amenajat și a populat pădurea aparținând moșiei familiei, cu zeci de specii botanice provenind de pe continentul nord american, în special de la arboretumul Universității Harvard.
În 1934 a fost cumparat de Casa Pădurilor Statului fiind dat în folosință Institutului de Cercetări și Amenajări Silvice. Din 1954 a primit statutul de rezervație științifică, iar în 1982 a fost declarat monument al naturii.

## Rezervația azi
În zilele noastre, rezervația dendrologică Bazoș se întinde pe 60 hectare, în hotarul localității Bazoșu Nou și comuna Bucovăț, Timiș. Ea cuprinde Parcul Mare, Parcul American și mai multe pepiniere destinate cultivării speciilor exotice. Prin schimb internațional s-a reușit îmbogățirea fondului botanic la aproape 800 de taxoni,  provenind de pe cinci continente. Are cea mai completă colecție de stejari americani și carya din țară. Din 1994 a fost declarat arie protejată pentru ocrotirea biodiversității, genofondului, ecofondului și pentru păstrarea echilibrului ecologic în județul Timiș. Face parte din Asociația Internațională a Grădinilor Botanice. Reprezintă una dintre atracțiile turistice ale județului Timiș. 